# مادهاوس
مادهاوس (باليابانية: 株式会社マッドハウス) (بالإنجليزية: MADHOUSE Inc.‎)‏ هو استوديو ياباني يقوم بإنتاج الأفلام والمسلسلات التلفزيونية، تأسس عام 1972 ويقع مقره في طوكيو.

## أعمال الاستوديو

### مسلسلات أنمي تلفزيونية
- ريمي الفتى الشريد (1977–1978)
- جزيرة الكنز (1978–1979)
- ياوارا! (1989 - 1992)
- كارد كابتور ساكورا (1998–2000)
- بيدا بول(1998–1999)
- ماستر كيتون (1998 - 2000)
- بوغيبوب فانتوم (2000)
- ساكورا (2000)
- هاجيمي نو إيبو (2000–2002)
- بي بليد (2001)
- إكس (2001–2002)
- تشوبيتس (2002)
- دراغون درايف (2002-2003)
- الفتاة المسلحة (2003–2004)
- من أجل البقاء (2003–2004)
- وكيل جنون العظمة (2004)
- تينجو تينغه (2004)
- جوبي-تشان (2004)
- مونستر (2004–2005)
- بيك (2004–2005)
- أكاغي (2005–2006)
- نانا (2006-2007)
- بلاك لاغون (2006)
- كيبا (2006–2007)
- مذكرة الموت (2006–2007)
- كليمور(2007)
- دفل ماي كراي (2007)
- شيغوروي (2007)
- كايجي (2007–2008)
- موكي (2007–2008)
- كايبا (2008)
- طريق السلام (2008)
- كوروزوكا (2008)
- ون أوتس (2008-2009)
- ستيتش! (2008 - 2010)
- الأدب الأزرق (2009)
- كوباتو. (2009-2010)
- رينبو (2010)
- مجرة الحصير (2010)
- هايسكول أوف ذا ديد (2010)
- القناص (2011)
- تشيهايافورو (2011-مستمر)
- طموحات أودا نوبونا (2012 بالتعاون استوديو غوكومي)
- إيس أوف دايموند (2013-2016 بالتعاون مع برودكشن آي جي)
- نو غيم نو لايف (2014)
- التلميذ المتخلف في ثانوية السحر (2014)
- الطفيليات (2014–2015)
- موكب الموت (2015)
- قصة حبي!! (2015)
- أوفرلورد (2015)
- ون بنش مان (2015)
- أكا: قسم التفتيش الخاص بالقطاع 13 (2017)
- مكان أبعد من الكون (2018)
- كارد كابتور ساكورا: بطاقات كلير (2018)
- بوغيبوب آند أذرز (2019)
- إيس أوف دايموند 2 (2019 - 2020)
- شوميتسو توشي (2019)
- نو غانز لايف (2019-2020)
- Sonny Boy (2021)
- Takt op.Destiny (2021)
- Kyuuketsuki Sugu Shinu (2021)
- وداعا، يا دون غليس! (2022)
- Hakozume: Kouban Joshi no Gyakushuu (2022)
- Mushikaburi-hime (2022)
- Yamada-kun to Lv999 no Koi wo Suru (2023)
- AI no Idenshi (2023)
- فريرين: ما بعد نهاية الرحلة (2023)

### أوفا أنمي
- طوكيو بابيلون (1992 - 1994)

### الأفلام
- جين الحافي (1983)
- جين الحافي 2 (1986)
- إكس (1996)
- الكمال الأزرق (1997)
- حرب الكواكب (1998 بالتعاون مع أرتلاند)
- كلوفر (1999)
- كارد كابتور ساكورا: ذا موفي (1999)
- كارد كابتور ساكورا ذا موفي: ذا سيلد كارد (2000)
- ممثلة الألفية (2001)
- الفتاة التي قفزت عبر الزمن (2006)
- بابريكا (2006)
- الأميرة والطيار (2011 بالتعاون مع طوكيو موفي شينشا)
- أطفال الذئب (2012)
- القناص: الشبح القرمزي (2013)
- القناص: المهمة الأخيرة (2013)

## وصلات خارجية
- مادهاوس على موقع IMDb (الإنجليزية)
- مادهاوس على موقع ميوزك برينز (الإنجليزية)
- مادهاوس على موقع ANN company (الإنجليزية)
- الموقع الإلكتروني